# Матіас Абальдо
Матіас Есекьєль Абальдо Меніоу (ісп. Matías Ezequiel Abaldo Menyou, нар. 2 квітня 2004, Монтевідео, Уругвай) — уругвайський футболіст, півзахисник клубу «Дефенсор Спортінг».
На правах оренди грає в аргентинському клубі «Хімнасія і Есгріма».

## Ігрова кар'єра

### Клубна
Матіас Абальдо є вихованцем футбольної академії столичного клубу «Дефенсор Спортінг». 4 грудня 2021 року Абальдо дебютував на професійному рівні в основі «Дефенсора». У 2022 році разом з клубом виграв перший в історії розіграш Кубку Уругваю.
У серпні 2023 року футболіст відправився до Аргентини, де продовжив свою кар'єру, граючи в оренді у клубі Прімери «Хімнасія і Есгріма».

### Збірна
У складі молодіжної збірної Уругваю Матіас Абальдо у 2023 році виграв молодіжний чемпіонат світу в Аргентині.

## Титули
Дефенсор Спортінг
 Переможець Кубка Уругваю: 2022
Уругвай (U-20)
 Переможець молодіжного чемпіонату світу: 2023
 Другий призер молодіжного чемпіонату Південної Америки: 2023